# Tomball (Texas)
Tomball es una ciudad ubicada en el condado de Harris en el estado estadounidense de Texas. En el Censo de 2010 tenía una población de 10753 habitantes y una densidad poblacional de 347,43 personas por km².

## Geografía
Tomball se encuentra ubicada en las coordenadas 30°5′51″N 95°37′10″O / 30.09750, -95.61944. Según la Oficina del Censo de los Estados Unidos, Tomball tiene una superficie total de 30.95 km², de la cual 30.47 km² corresponden a tierra firme y (1.55%) 0.48 km² es agua.

## Demografía
Según el censo de 2010, había 10753 personas residiendo en Tomball. La densidad de población era de 347,43 hab./km². De los 10753 habitantes, Tomball estaba compuesto por el 82.67% blancos, el 6.33% eran afroamericanos, el 0.78% eran amerindios, el 1.12% eran asiáticos, el 0.07% eran isleños del Pacífico, el 6.63% eran de otras razas y el 2.4% pertenecían a dos o más razas. Del total de la población el 17.02% eran hispanos o latinos de cualquier raza.

## Educación
El Distrito Escolar Independiente de Tomball gestiona escuelas públicas.
El Lone Star College y la Biblioteca Pública del Condado de Harris gestiona la Tomball College and Community Library.